# Klaviersonate
Eine Klaviersonate ist eine Solosonate für Klavier. Diese Form der Instrumentalkomposition bietet einen Rahmen für die Verarbeitung musikalischer, häufig gegensätzlicher Gedanken. Sie ist meist in mehrere, auch intern strukturierbare Sätze geteilt. Sie entwickelte sich im Laufe des 17. Jahrhunderts aus anderen musikalischen Formen als Werkgattung für ein Tasteninstrument. Ihre erste verbindliche Form erhielt sie durch Joseph Haydn. Über 150 Jahre hinweg war sie dann in wechselnder innerer und äußerer Form eine der zentralen Formen der Klaviermusik. Einen Höhepunkt stellen die Klaviersonaten Beethovens dar. In der Romantik wandelte sie sich inhaltlich und formal stark und löste sich spätestens mit dem Aufkommen der Atonalität zu Beginn des 20. Jahrhunderts zusehends auf. Das theoretische Konzept der Sonate wurde nachträglich von der Musikwissenschaft aus einigen Werken abstrahiert und entspricht in seiner Vereinfachung häufig nicht der musikalischen Realität.

## Der Begriff „Sonate“
Das Wort „Sonate“ (italienisch „sonata“) stammt vom italienischen Verb „sonare“ (klingen) und bedeutet so viel wie „Klingstück“. Als „Klaviersonate“ wurden im Verlauf der Musikgeschichte von 1650 bis in die Gegenwart musikalische Werke unterschiedlicher Art bezeichnet, so dass keine umfassende Definition möglich ist. Im engeren Sinn fallen unter den Begriff „Sonate“ aber nur Werke, welche die Definitionen der klassischen Sonate erfüllen und deren erster Satz der Sonatensatzform entspricht. Dies bedeutet:

Vereinfachtes Schema von Exposition, Durchführung und Reprise des ersten Satzes

- Eine Großgliederung in mehrere, bei Joseph Haydn und speziell Mozart meist drei Sätze der Form schnell – langsam – schnell, mit der Charakterisierung dramatisch – lyrisch bzw. kantabel, häufig in Liedform – und oft tanzmäßig bzw. scherzend.[2]
- Im ersten Satz eine interne Gliederung in Themenvorstellung (Exposition) mit manchmal vorangestellter meist langsamer Einleitung, modulierende und variierende Themenverarbeitung (Durchführung), Wiederholung (Reprise – meist in der Tonika, Ausnahme z. B. in KV 545) und eventueller Coda.
- Im ersten Satz häufig eine tonale Teilung (Tonika – Dominantbereich) der Exposition in Haupt- und Seitenthema.[3]

Diese Form kann erst seit Haydn konstatiert werden und wurde schon seit dem späten Beethoven und spätestens mit der Romantik zunehmend obsolet. Ab 1900 blieb meist nur noch der reine Begriff oder Werktitel „Sonate“ übrig, der dem theoretisch definierten Begriff der Sonate kaum noch entsprach. Werke des 20. Jahrhunderts tragen auch dann den Werktitel „Klaviersonate“, wenn sie, wie etwa Pierre Boulez’ dritte Klaviersonate, jeglichen Bezug zur Sonatentradition explizit ablehnen.
Der Begriff „Sonatine“ bezeichnete im 17. Jahrhundert häufig die Einleitungssätze von Suiten, später kleine, leichter spielbare Sonaten, welche meist keine oder nur eine sehr kurze Durchführung besitzen.

## Der Begriff „Klavier“
Bis etwa zur Mitte des 18. Jahrhunderts kann Klavier bzw. Clavier (Schreibweise z. B. bei Carl Philipp Emanuel Bach) prinzipiell jedes Tasteninstrument bezeichnen, also z. B. das Cembalo, das Klavichord und das Hammerklavier, aber auch die Orgel.
Stärker als bei anderen Gattungen ist die musikalische Entwicklung der Klaviersonate von der Entwicklung der Tasteninstrumente abhängig. So lässt das Cembalo keine Anschlags-, sondern lediglich eine Registrierungsdynamik (Terrassendynamik) zu; auf dem Klavichord dagegen ist eine stufenlose dynamische Gestaltung möglich. Es lässt zudem mit der Bebung eine Art Vibrato auf dem einmal angeschlagenen Ton zu, besitzt aber bei begrenztem Tonumfang ein eher kleines Tonvolumen.
Klaviermusik als heute gängiger Begriff ergibt sich rational erst im Zusammenhang mit den technischen Möglichkeiten und Klangvorstellungen des von Bartolomeo Cristofori ab 1698 konstruierten Hammerklaviers. Trotzdem werden heute auch Werke für Cembalo als Klaviermusik bzw. Klaviersonate bezeichnet.

## Frühzeit
Nimmt man nicht das Klavier (Cembalo), sondern Tasteninstrumente allgemein als Ausgangspunkt, so kann der Beginn der Gattung auf das Jahr 1605 festgelegt werden, in dem der Italiener Adriano Banchieri seinen Orgelkompositionen den Titel Sonate bzw. Sonata gab.
Die ersten heute erhaltenen Werke, die Klaviersonaten genannt wurden, stammen von dem italienischen Komponisten Gian Pietro del Buono aus Palermo. Es handelt sich um Bearbeitungen des Ave Maris Stella aus dem Jahr 1645. Es folgten vereinzelte Werke für Tasteninstrument mit der Bezeichnung Sonate, z. B. von Gregorio Strozzi aus dem Jahr 1687.

## Barock und Frühklassik
Mit dem Beginn des 18. Jahrhunderts wurden Klaviersonaten zu einer populären Gattung. Zahlreiche Komponisten schrieben Klavier- bzw. Cembalowerke, die sie Sonate nannten. 

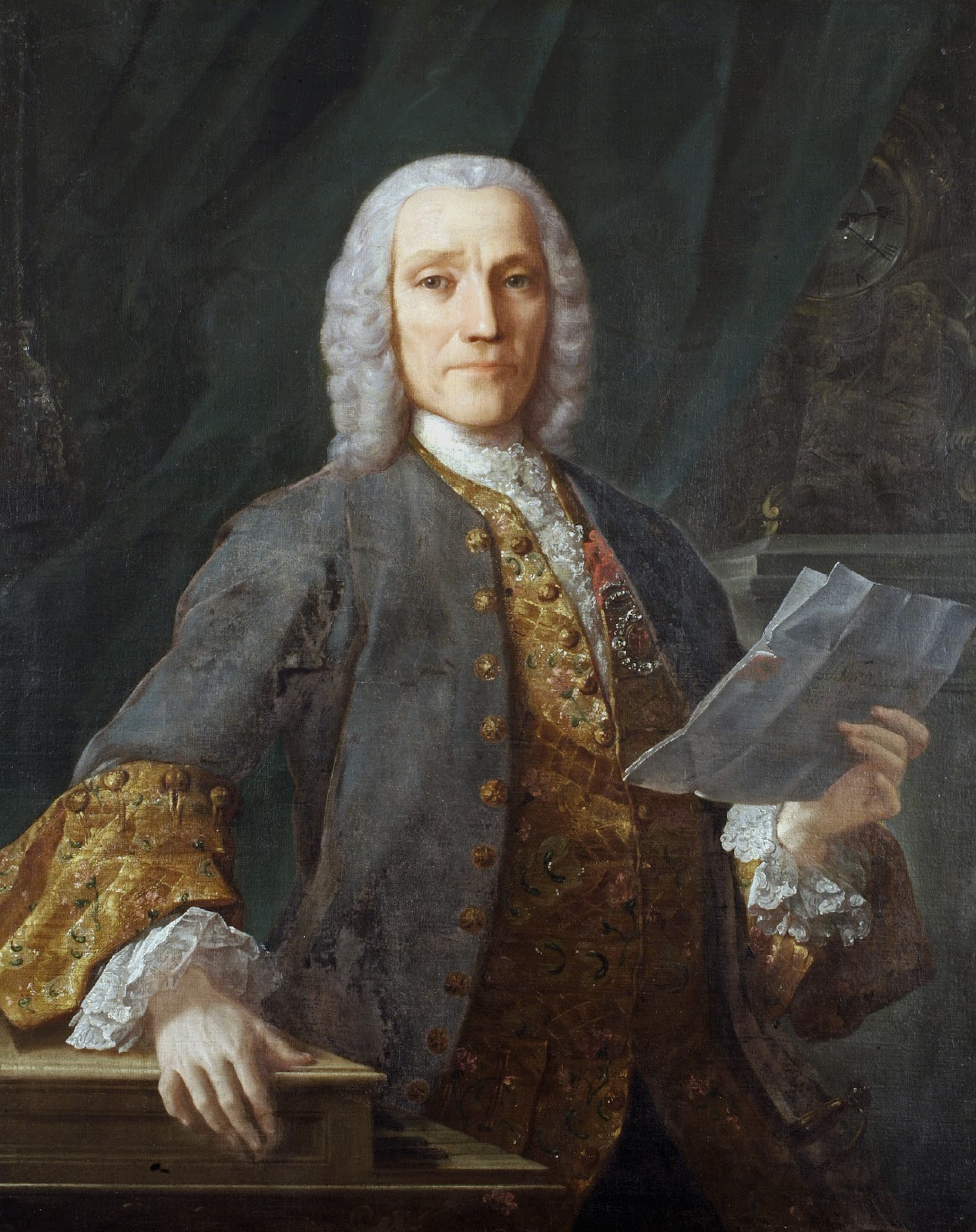
Domenico Scarlatti, porträtiert von Domingo Antonio Velasco (1738)

### Barock
Eine frühe musiktheoretische Erwähnung findet sich im Musiklexikon von Sébastien de Brossard (1703). Dabei war der Begriff Sonate inhaltlich noch weitgehend undefiniert und wurde häufig austauschbar mit Bezeichnungen wie Toccata, Canzona, Phantasia, und anderen verwandt.
Die erste weithin bekannte Reihe von Klaviersonaten schrieb der Thomaskantor Johann Kuhnau. Es handelt sich um die Musicalischen Vorstellungen einiger biblischer Historien, in 6 Sonaten auff dem Claviere zu spielen, die 1700 in Leipzig erschienen. Diese Werke gelten als Beginn der deutschen Klaviersonate. Die illustrativen Stücke geben verschiedene Geschichten des Alten Testaments auf dem Tasteninstrument wieder. Kuhnau schrieb hierzu:

„… warum sollte man auf dem Clavier nicht eben, wie auf anderen Instrumenten, dergleichen tractieren können? Da doch kein einziges Instrument dem Clavier die Praecedenz an Vollkommenheit jemals disputierlich gemacht hat.“

Dabei konnte es sich um zyklische Formen oder um Einzelsätze handeln. So schrieb Domenico Scarlatti am spanischen Hof etwa 555 einsätzige Stücke, in denen er barocke und klassische Formen, Einflüsse spanischer Folklore (Hörbeispiel aus K.239ⓘ), sowie Virtuosität und Empfindsamkeit miteinander verband. In ihnen wird teilweise schon der Satzzyklus und die Sonatensatzform vorweggenommen. Mit den Sonaten, von denen zu seinen Lebzeiten nur wenige gedruckt wurden, gilt Scarlatti als bedeutender Komponist dieser Gattung. Die neue musikalische Form verbreitete sich schnell. Weitere Sonatenkomponisten der iberischen Halbinsel waren z. B. Pater Antonio Soler oder Carlos Seixas.
Sowohl französische als auch italienische Komponisten vermieden die Bezeichnung Sonate weitgehend, wenn es sich um Kompositionen für Klavier alleine handelte. François Couperin verwendete beispielsweise für seine Klavierwerke, die in Wirklichkeit Suiten sind und aus mehreren aufeinanderfolgenden Tanzsätzen bestehen, den Begriff Ordre, und Jean Philippe Rameau gab seine Werke unter dem Titel Pièces de Clavecin heraus. Der Begriff Sonate wurde in diesen Regionen eher für Werke für Melodieinstrumente oder Melodieinstrumente und Basso continuo verwendet. Typisch dafür ist die Triosonate. Im umfangreichen Klavierwerk von Johann Sebastian Bach existieren mit BWV 963 und 964 (eine Bearbeitung der Violin-Solosonate in a-Moll) nur zwei Werke für Tasteninstrumente, welche den Titel Sonate tragen.

### Frühklassik
Nördlich der Alpen begann ein regelmäßiges und systematisches Komponieren von Klaviersonaten erst mit der Generation von Johann Sebastian Bachs Söhnen. So schrieb Carl Philipp Emanuel Bach zahlreiche Klaviersonaten und unterschied auch zwischen dem aufkommenden Hammerklavier und dem Cembalo. Bachs Söhne lebten genau im Zeitalter der Ablösung des Cembalos durch das Klavier.

Die Entwicklung von Klavichord und Hammerklavier ermöglichte einen tiefgreifenden Umbruch in der Komposition. Erstmals nutzten die Komponisten in ihren Kompositionen für Klavier alleine die Möglichkeit kleinräumiger dynamischer Differenzierung als stilgebenden Parameter. Hiervon machten beispielsweise die Bachsöhne, insbesondere Carl Philipp Emanuel und Johann Christian Bach, regen Gebrauch. Es kam zur Ausprägung des galanten und empfindsamen Stils in der Klaviermusik. 

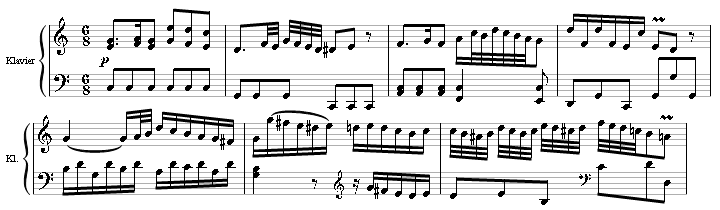
Ausschnitt aus dem Adagio von Carl Philipp Emanuel Bachs Klaviersonate in F-Dur

Die Werke Carl Philipp Emanuel Bachs und des nahezu gleichzeitig lebenden Joseph Haydn erlangten für spätere Komponisten, insbesondere für Mozart und Beethoven, Vorbildcharakter. Obwohl weder Satzfolge oder Form festgeschrieben waren, wurde die Mehrsätzigkeit jedoch zur Regel. Immer häufiger setzte sich als grundlegende Form die Umklammerung eines langsamen Satzes durch zwei schnelle Sätze durch. Johann Christian Bach trieb in seinen Sonaten besonders die Periodisierung innerhalb der Themen in viertaktigen Vorder- und Nachsatz voran. Einem meist kantablen Hauptthema folgt meist freie Figuration, ohne dass sich daraus ein in der Klassik später obligates zweites Seitenthema klar herausbildet. In den circa 150 Sonaten des als typischer Vertreter der „neuen Empfindsamkeit“ geltenden Carl Philipp Emanuel Bach wird der Gegensatz unterschiedlicher musikalischer Themen dagegen schon schärfer und kontrastreicher herausgearbeitet. Diese werden dabei häufig in stark figurativen Fortspinnungen aus einem gemeinsamen thematischen Kern entwickelt. In seinen meist hochvirtuos gehaltenen, einfallsreichen und mitunter harmonisch zukunftsweisenden Sonaten ist eine klare Trennung zwischen rein thematischen, expressiven, und eher spielerischen Partien dennoch schwierig.
Giambattista Martini wendet sich mit seinen späteren Sonaten dem Stil Johann Christian Bachs und des frühen Mozart zu. Erwähnenswert sind ebenfalls die frühklassischen Sonaten von Pietro Domenico Paradisi und Baldassare Galuppi. Zukunftsweisend sind die Werke von Friedrich Wilhelm Rust. Georg Benda schrieb 16 Sonaten und 34 Sonatinen.
Am Hof des pfälzischen Kurfürsten Karl Theodor wirkte eine Komponistengruppe, die entscheidenden Einfluss auf die Entwicklung des Instrumentalstils in der Epoche der Klassik hatte. Zu dieser so genannten Mannheimer Schule gehörten u. a. Johann Stamitz, Ignaz Holzbauer und Christian Cannabich. Ihre bedeutendste Errungenschaft in Bezug auf die Klaviersonate ist die Einführung eines ausgeprägten Themendualismus. Hierbei steht dem Hauptthema des Satzes ein im besten Falle gleichberechtigtes Thema gegenüber. In der Durchführung wird entweder eines der Themen bevorzugt, oder es werden beide Themen gleichberechtigt behandelt. Diese neue Technik fand rasch auch bei sinfonischen Werken Anwendung. Eine ebenfalls wichtige Neuerung war die Mannheimer Rakete, deren Dynamik sich mit einem raschen Crescendo-Lauf von der barocken Terrassendynamik abwendete.

## Klassik
Die Klaviersonate leitete sich in der 2. Hälfte des 18. Jahrhunderts – und dies bestimmte ihre jeweilige Gestalt – aus zwei Gattungen ab: aus dem klassischen Konzert oder aus der Sonata da camera, die in der Abfolge der Sätze etwa der barocken Suite entspricht. Eine geringere Rolle spielte im Zusammenhang mit der Klaviersonate die Sonata da chiesa als zweite wichtige barocke Form.
Das gesamte Sonaten-Œuvre für Klavier ist spätestens ab 1770 qualitativ und quantitativ nicht mehr leicht zu überblicken. Von gattungsgeschichtlicher Bedeutung sind in besonderem Maße die Sonaten von Johann Christian Bach, jedoch ebenso Sonaten von Muzio Clementi, Joseph Martin Kraus, Georg Christoph Wagenseil und zahlreichen anderen. Neben den zweihändigen Werken entstanden auch – wenngleich in viel geringerer Zahl – Klaviersonaten für vier Hände bzw. zwei Klaviere (beispielsweise von Mozart, Schubert, Brahms und Francis Poulenc). Die in Italien entwickelte Klaviersonate, hatte sich auch in anderen Ländern und Kulturzentren etabliert.

### Wiener Klassik
Ihren ersten gattungsgeschichtlichen Höhepunkt erlebte die Klaviersonate ohne Zweifel in der Wiener Klassik. Joseph Haydn (52 Sonaten), Wolfgang Amadeus Mozart (18 Sonaten) und Ludwig van Beethoven (32 Sonaten) gelten als die bedeutendsten Verfasser von Klaviersonaten.
Wie verschieden die Satzfolge sein kann, lässt sich an drei Klaviersonaten W. A. Mozarts deutlich machen:
- Die Sonate Es-Dur KV 282 (1774) beginnt mit einem langsamen Satz, es schließt sich ein Menuett mit Trio (von Mozart als Menuett II bezeichnet) an, die Sonate endet mit einem schnellen Satz. Hier liegt die Verwandtschaft zur „Sonata da Camera“ nahe.
- Dagegen ist die Sonate D-Dur KV 576 (1789) ein sehr brillantes Werk, dessen Satztechnik bis hin zu erkennbaren Tutti-Solo-Wechseln stark vom Konzert beeinflusst ist.
- Die Sonate A-Dur KV 331 (1778) beginnt mit einem sechsteiligen Variationssatz über ein bekanntes (später auch von Max Reger in dessen Mozartvariationen op. 132 verarbeitetes) liedhaftes Thema. Es schließt sich ein Menuett mit Trio an, gefolgt von dem berühmten, im 2/4-Takt stehenden Satz „Rondo alla turca“ in a-Moll, dessen schwungvolle Coda in Dur ausklingt.

#### Joseph Haydn
Im Werk Joseph Haydns spielen die 52 Klaviersonaten auch als innovatives Experimentierfeld von Modellen eine bedeutende Rolle, die später in orchestralen Formen verwirklicht wurden. 

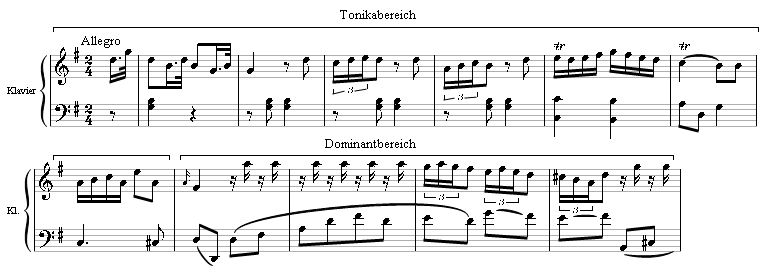
Takte 1 bis 12 des ersten Satzes von Haydns G-Dur Sonate Hob. XVI/8

 Seine Sonaten werden eher durch harmonische Zusammenhänge als durch thematische Beziehungen und Gegensätze der klassischen Sonatendefinition zu einer Einheit. Kleingliedrige Taktgruppen werden meist locker assoziativ verbunden. Die ordnungsschaffende Funktion der Harmonik überwiegt die Themenbildung. So sind in den Anfangstakten des ersten Satzes der G-Dur-Sonate (Hob. XVI/8) eher locker aneinander gereihte Floskeln, Dreiklangsfiguren und Läufe, als wirklich abgrenzbare Themen zu beobachten. Diese Exposition wird primär vom allmählichen Übergang des Tonika- zum Dominantbereich zusammengehalten. Der später geforderte Gegensatz zwischen Haupt- und Nebenthema ist noch nicht immer genau abzugrenzen. Haydns Vorgehensweise entspricht hier eher den Vorstellungen von Heinrich Christoph Koch („Ein Nebengedanke muß immer so beschaffen seyn, daß er uns wieder zur Hauptvorstellung leitet.“)
Die früheren Haydn-Sonaten, wie zum Beispiel die c-Moll-Sonate Nr. 20, sind spürbar von der formalen Vorarbeit (weniger von der Expressivität) Philipp Emanuel Bachs beeinflusst. Dabei bleibt er teilweise noch dem barocken Divertimento-Stil mit einer einfachen Reihung der Sätze verhaftet.
Mit den Sonaten zwischen 1760 und 1767 schuf er Werke, welche – unter Ausnutzung bisher nicht genutzter „extremer“ Lagen des Instruments – abwechslungsreich zwischen Mehrstimmigkeit, akkordischem Satz und improvisatorischen Abschnitten wechseln. Auf Philipp Emanuel Bach verweisen dabei – neben den genannten Faktoren – die plötzlichen motivischen Kontraste, Steigerungen durch Motivwiederholungen mit Intervallvergrößerungen, und die abrupten Unterbrechungen durch Pausen und Fermaten.
In den vermehrt auf Themenbildung und Verarbeitung achtenden, formal ausgewogeneren häufig gespielten Sonaten ab 1773 wird im Allgemeinen meist der „klassische Haydn“ und ein „Frühmodell der Sonatenform“ erblickt. Die Themenbildung gewinnt hier zwar gegenüber der Gesamtharmonik deutlich an Bedeutung, ist aber dennoch als monothematisch zu bezeichnen.
Die Sonaten ab 1780 sind dann zunehmend von einer auf Beethoven verweisenden „Individualisierung des Ausdrucks“ und vom eher auf konsequente Themenverarbeitung und Form denn auf melodische Variation achtenden Einfluss Mozarts beeinflusst.
Manche Werke aus der Sonatengruppe ab 1790, wie die Es-Dur-Sonate von 1794 (Hob.XVI:52), zeichnen sich dann durch eine erweiterte harmonische Vielfältigkeit, sowie differenziertere Dynamik aus.
Obwohl Beethoven später viele Gestaltungsmittel der Haydnschen Sonate übernommen hat, wäre es falsch, Haydns eher der barocken Idee der monothematischen Affekteneinheit eines Satzes verbundenes musikalisches Denken, als „sonatentypisch“ zu konstatieren.

#### Wolfgang Amadeus Mozart

Vier Themen aus dem ersten Satz von Mozarts F-Dur Sonate KV 332

Mozart schrieb 18 von Klavierschülern wie Konzertpianisten gleichermaßen gerne gespielte Sonaten. Er komponiert im Gegensatz zu Haydn, zumindest in seinen frühen Sonaten, eher locker aneinander gereihte, an Johann Christian Bach angelehnte, kantabel-melodische Themengruppen. Diese sind meist nur assoziativ aneinander geknüpft, aus ihnen werden selbst in der Durchführung häufig außer dem Sequenzieren thematischer Elemente keine weitergehenden logischen Konsequenzen gezogen. Ein Beispiel hierfür ist die Sonate KV 332, in der in den ersten 93 Takten an die sechs thematische Gebilde ohne greifbare Zusammenhänge miteinander verbunden sind. Diese werden auch in der Durchführung, in der stattdessen neue Themen auftauchen, kaum aufgegriffen.

In den ersten Sonaten von KV 279 bis 284 kann noch eine relativ starke Bindung an standardisierte Begleitformen wie Alberti- oder Murkybässen und/oder formelhaftes Laufwerk, sowie eine im Vergleich zu späteren Werken weniger reichhaltige und plastische melodische Erfindungsgabe festgestellt werden. In den Werken seiner Mannheimer und Pariser Zeit ab KV 309 wird die Form jedoch freier, vielfältiger und ungezwungener. So entspricht in der Sonate A-Dur KV 331, die aus einem Variationensatz, Menuett und dem bekannten Rondo „Alla Turca“ besteht, ähnlich wie später in Beethovens Klaviersonate Nr. 12 As-Dur op. 26, kein Satz der Sonatenform. Die Werke bestechen nun durch einen fast unerschöpflichen melodischen Einfallsreichtum. Ein erster Einbruch fast Beethoven und Schubert vorausahnender unerbittlicher Härte und Tragik erfolgt in der a-Moll-Sonate KV 310. 

Vergleich von Mozarts KV 457 und Beethovens op. 13

In den späteren Sonaten ab KV 475 ist dann eine zunehmende Konzentration auf die Themenverarbeitung im Sinne von Haydn sowie der Einfluss barocker Schreibweisen und Formen wie Fuge oder Suite festzustellen, die wohl auf Mozarts intensiver Auseinandersetzung mit J.S. Bach und Händel beruhen. Dies ist z. B. an der linearen meist zweistimmigen Satzentwicklung von KV 494/533 zu beobachten. Die dramatischen c-Moll-Werke KV 475 und 457 dagegen stehen in Ausdruck und Gestaltung schon Beethovens Sonaten nahe. So weisen Paul Badura-Skoda und Richard Rosenberg detailliert auf frappierende Ähnlichkeiten zwischen KV 457 und Beethovens Pathétique op. 13 hin.

#### Ludwig van Beethoven
Beethovens 32 Klaviersonaten stellen einen Höhe- und Wendepunkt in der Geschichte der Klaviersonate dar. Sie haben seit Entstehung immer wieder Wissenschaftler, Schriftsteller und Künstler zu Analysen und mitunter gewagten lyrischen Analogien oder philosophischen Spekulationen angeregt. Beethoven lotet in ihnen die formalen, harmonischen und sonstigen Grenzen der Sonate und Klaviermusik fast bis an ihre Grenzen aus und überwindet sie in den späteren Sonaten zunehmend. Beethoven verbindet die Epochen der Klassik und der Romantik auch in seinen Klaviersonaten. Hans von Bülow fasste ihre Bedeutung in folgenden Worten zusammen:

„Die Präludien und Fugen des Wohltemperierten Klaviers sind das Alte Testament, die Sonaten von Beethoven das Neue Testament der Klavierspieler.“

Die beliebte – allerdings auch umstrittene – Dreiteilung des Werks unterscheidet frühen, mittleren und späten Beethoven (bei den Sonaten ungefähr op. 2 bis 22 – op. 26 bis 90 – op. 101 bis 111). 

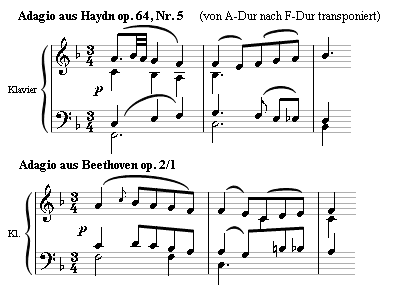
Vergleich der Adagios aus Beethovens op. 2/1 und Haydns op. 64/5

 In der ersten Phase werden die klassischen Ansprüche an Sonatensätze und Zyklusbildung ausformuliert, und mit überreichen Eingebungen verbunden. Die Sonatensatzform ist hier am deutlichsten zu erkennen. In der mittleren Periode wird zunehmend der Wille zur organischen Gestaltung des Gesamtwerkes aus einheitlichem Themenmaterial unter Einschluss musikalischer Experimente bestimmend. Ein individualistischer Ausdruckswille, der die formalen Anforderungen zunehmend ignoriert und sich an außermusikalischen „poetischen Vorwürfen“ orientiert, überwindet zunehmend die überlieferten Formen. Das häufig als philosophisch, spekulativ oder unverständlich bezeichnete Spätwerk ist durch unterschiedliche, teils widersprüchliche Tendenzen geprägt. Der radikalisierten Missachtung musikalischer Konventionen und den nochmals gesteigerten technischen Anforderungen stehen teilweise Reminiszenzen an das eigene Frühwerk, die Einbeziehung barocker Formen (Fuge) sowie ein reduzierter, ausgedünnter Klaviersatz gegenüber.

##### Frühe Phase
Beethovens erste Sonaten sind – trotz aller Eigenständigkeit – von dem Bemühen geprägt, die Anforderungen des traditionellen Regelkanons zu erfüllen. Konventionelle Periodisierungen in Zwei-, Vier- und Achttaktgruppen werden recht genau befolgt. Die Themenbildung besteht häufig aus musikalischem Grundmaterial wie gebrochenen Dreiklängen, Skalenbewegungen oder einfachen Vorhalten, welche mit zeittypischen Begleitfiguren gekoppelt werden. Eine stilistische Anlehnung an Haydn und Mozart ist nicht zu überhören. Beide prägten Beethoven in seiner Jugend. Dies macht ein Vergleich des Adagios aus Beethovens op. 2/1 mit Haydns Streichquartett op. 64, Nr. 5 deutlich. Dies ändert sich aber schon mit der individueller gestalteten und in den Ausmaßen angewachsenen Es-Dur-Sonate op. 7 und dem zum ersten Mal das „dialektische Themenprinzip“ konsequent aufgreifenden op. 10/1.

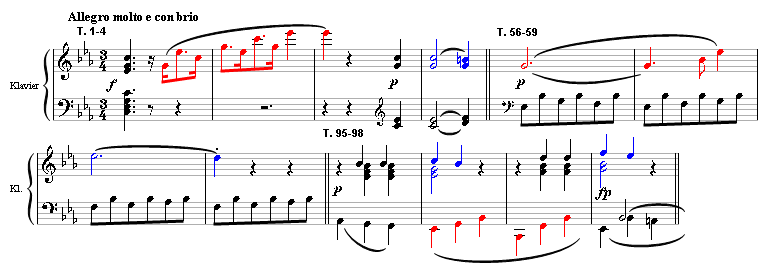
Kontrastierende Ableitung: Punktierte Dreiklangstöne und Vorhaltsbildungen in op. 10/1

 Hier verwendet Beethoven konsequent das später so genannte Prinzip der kontrastierenden Ableitung, bei der unterschiedliche, sogar gegensätzliche Themen aus einem gemeinsamen strukturellen Kern entwickelt werden, und damit den Unterschied zwischen Themenaufstellung und Verarbeitung überwinden. Wichtig hierbei ist der dennoch ausgeprägte Themendualismus, den Beethoven immer häufiger verwirklichte. Der Gegensatz der ersten acht Takte aus punktierten Dreiklangtönen im Forte und Vorhaltsauflösung im Piano erweist sich sowohl als Basis für die folgende Überleitung, das zweite Thema ab Takt 56, sowie die Schlussgruppe ab Takt 94. Das populärste Werk dieser Phase ist dann die im heroischen Duktus durchaus auf Außenwirkung bedachte Pathétique (op. 13). Mit diesem Werk stellte sich der junge Künstler der Öffentlichkeit erstmals als Pianist eigener Werke vor.

##### Mittlere Phase
Ab der Klaviersonate Nr. 12 (op. 26) wird die Sonatenform sowohl in ihrer äußeren wie auch inneren Gliederung vermehrt aufgebrochen. Dies zeigt bereits op. 26, welches mit dem ersten Satz, einem Andante mit Variationen, und dem Trauermarsch des dritten Satzes wenig mit der Gliederung einer Sonate gemein hat. 

Änderung der Ausdehnung der einzelnen Sätze – von links nach rechts Opus 10/1, 26, 53, 106, und 109

 Die Proportionen und Funktionen der einzelnen Sätze ändern sich. Der Schwerpunkt verschiebt sich, schon rein längenmäßig, zunehmend vom ersten Satz auf das Finale. Die früher nur angehängte kurze Coda wird zu einer Art „zweiter Durchführung“ ausgeweitet, und die Grenzen zwischen Exposition und Durchführung beginnen sich zu verflüchtigen.
Klassische Musikästhetik und Formen werden – wie z. B. in der populären Mondschein-Sonate (op. 27 Nr. 2), welche den Untertitel Sonata quasi una Fantasia trägt – zunehmend durch poetisch-phantastische, ungebundene und die Romantik vorahnende Vorstellungen verdrängt.
Nach einigen eher „klassisch entspannten Sonaten“ (beispielsweise die op. 49-Sonaten) wird dann mit der Waldsteinsonate (op. 53) und der Appassionata (op. 57) die Virtuosität und der individuelle Ausdruckswille auf ein bisher nicht gekanntes Niveau angehoben. Dass diese Tendenzen den herkömmlichen Rahmen des Sonatenbegriffs überstrapazieren, zeigen allein die bis heute widersprüchlichen Deutungsversuche der Musikwissenschaft in Bezug auf die Gliederung der Exposition der Appassionata nach herkömmlichen „Schulmustern“. Die Appassionata gehört zu den meistdiskutierten Werken der Musikgeschichte. Sie wird häufig als Beethovens bedeutendste Sonate angesehen.

##### Späte Phase
Die Sonaten ab op. 90 (Beethovens letzte sechs Klaviersonaten) sind formal und von den in ihnen vorherrschenden musikalischen Tendenzen vielfältig und widersprüchlich. 

As-Dur-Sonate op. 110: Rezitativ und repetiertes A, sowie Fuge

 Die erste und die letzte dieser Sonaten (op. 90 und op. 111) haben verminderte Satzzahl. Darüber hinaus ist in allen Sonaten einerseits die Tendenz zur Reduktion der pianistischen Mittel und andererseits zu formaler Übersteigerung und Überdehnung erkennbar. Dies betrifft z. B. die Vereinfachung zu schlichter kammermusikalisch wirkender Zweistimmigkeit im ersten Satz von op. 110 oder zum Verstummen in rezitativisch gestalteten Partien wie im dritten Satz desselben Werkes, kontrastiert mit einer nochmals gesteigerten Virtuosität und extremen Überdehnung in der Hammerklaviersonate op. 106. Der „Rückerinnerung“ an vergangene Zeiten im schlichten Stil der frühen an Haydn erinnernden Sonaten (op. 109) steht mitunter eine herbe und die Musik des 20. Jahrhunderts vorausnehmende, philosophische, mitunter durch Dissonanzen geprägte Harmonik gegenüber. Manches, wie das in op. 110 über mehrere Takte allein repetierte A, wirkt dabei in Verfolgung einer „individuellen, sich aller Konventionen und Rücksichten entledigenden Radikalisierung“ skurril und funktional unverständlich. Besonders wichtig werden dabei die Prinzipien der polyphonen Variation und damit verbunden der Rückgriff auf barocke Formen, speziell der Fuge. Während diese in op. 10/2 noch ohne konsequente Durchführung in Form eines Fugatos auftreten, stellen die mit „Fuga“ überschriebenen Sätze aus op. 106 und 110 vollgültige Fugen dar. Dabei gestatten sich die Fugen Beethovens durchaus formale und harmonische Freiheiten, welche im herkömmlichen Stil der Fuge als Verletzung der Regeln gelten würden. Diese Vermischung und Auflösung von Formkategorien veranlasste Thomas Mann, der fiktiven Gestalt Wendell Kretzschmar seines Romans Doktor Faustus folgende Worte in Bezug auf Beethovens letzte Klaviersonate in den Mund zu legen:

„… Es sei geschehen, daß die Sonate im zweiten Satz, diesem enormen, sich zu Ende geführt habe, zu Ende auf Nimmerwiederkehr. Und wenn er sage: ‚Die Sonate‘, so meine er nicht diese nur, in c-Moll, sondern er meine die Sonate überhaupt, als Gattung, als überlieferte Kunstform …“

#### Veränderungen am Instrument
Um 1800 änderte sich die Bauweise der Klaviere. Sie erhielten erstmals Abstützungen im Rahmen zum Ausgleich der Saitenspannung. Dies führte zu einer Vergrößerung des Tonumfangs bis hin zum heute Üblichen. Diese Neuerung brachte eine nachhaltige Erweiterung der musikalischen Ausdrucksmöglichkeiten mit sich, insbesondere bei der gezielten Verwendung extremer Lagen. Eines der frühesten Werke, das diesen neuen Tonumfang bewusst ausschöpft, ist die sogenannte Waldstein-Sonate Ludwig van Beethovens. Die Entwicklung der Repetitionsmechanik durch Sébastien Érard im Jahr 1821 ermöglichte erst eine rasche Anschlagfolge und damit das virtuose Spiel der Romantik.

#### Virtuosentum und Hausmusik
In den ersten Jahrzehnten des 19. Jahrhunderts war eine große Anzahl von heute teilweise kaum noch bekannten Komponisten – gefördert durch das blühende musikalische Verlagswesen und das Aufkommen der Salonmusik ab 1830  – an der zunehmenden Sonatenproduktion beteiligt. In den ersten drei Jahrzehnten des 19. Jahrhunderts erreichte das technische Niveau der Berufspianisten – mitbedingt durch die rasch erfolgenden bautechnischen Verbesserungen des Instruments – eine bis dahin ungekannte Stufe. 

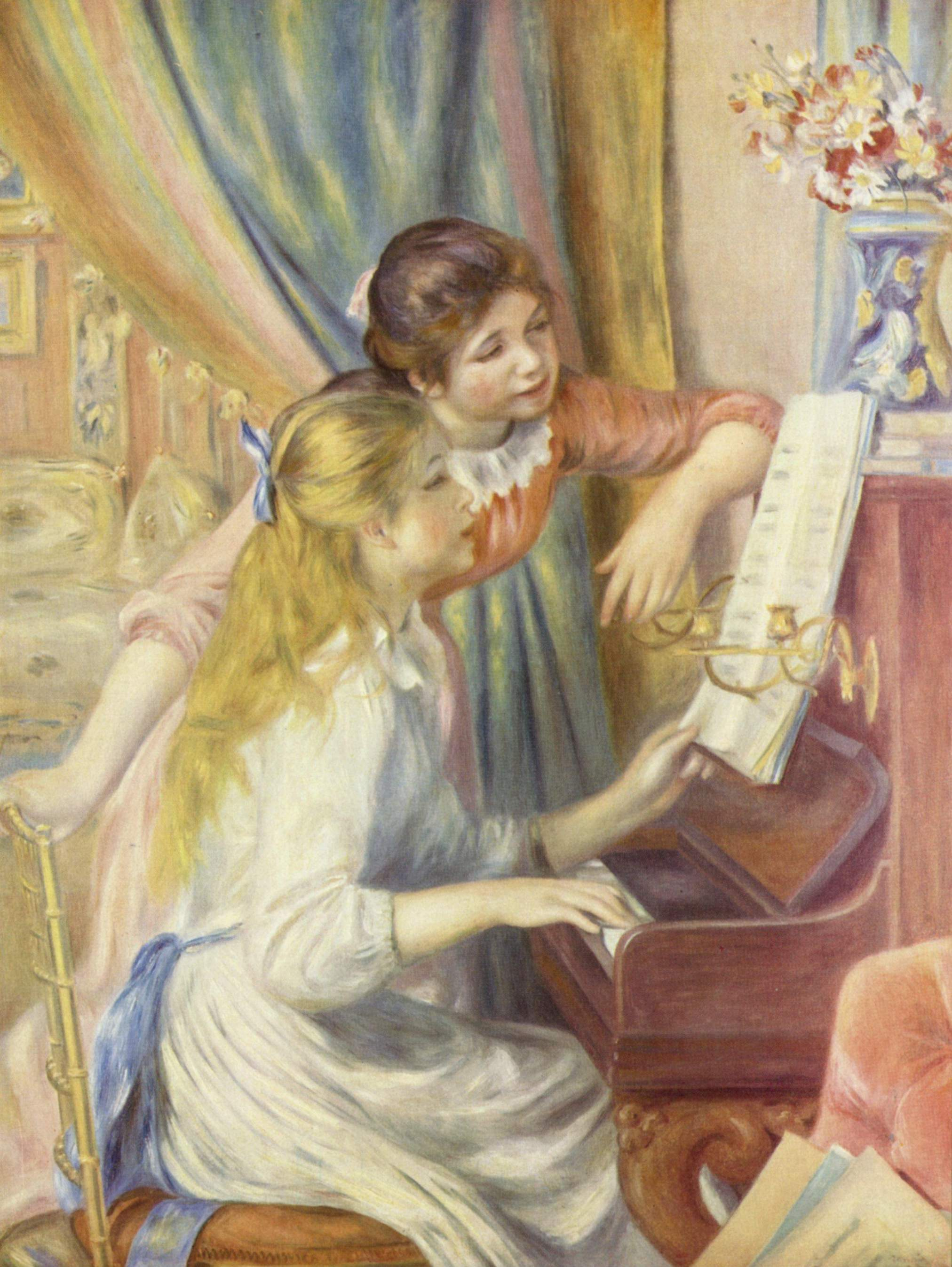
Junge Mädchen üben das Klavierspiel – Pierre-Auguste Renoir: Zwei Mädchen am Klavier, 1892–1893

 Viele heute fast vergessene Pianisten und Komponisten schufen die Grundlage für die Klaviertechnik der Romantik mit ihren weitgriffigen Passagen, Sprüngen, Oktav- und Doppelgriffen, sowie sonstigen „Hexenkunststücken“. In den Werken, die häufig den damaligen Modeströmungen verhaftet waren und deren „musikalischer Gehalt“ heute meist kritisch beurteilt wird, tritt die Virtuosität stark in den Vordergrund. Komponisten, die sich von der zeitbedingten „Massenware“ abheben, sind Johann Nepomuk Hummel mit seiner damals sehr populären und hochvirtuosen fis-Moll-Sonate op. 81 (Hörbeispiel aus dem ersten Satzⓘ) und Carl Maria von Weber. Neben ihnen gab es viele berühmte Komponisten wie Jan Ladislav Dussek, Leopold Anton Kozeluch, Ignaz Moscheles, und Ferdinand Ries, die heute nur wenigen bekannt sind.
Im ausgehenden 18. und 19. Jahrhundert wurde es vor allem bei Töchtern aus dem
gehobenen europäischen Bürgertum zum unerlässlichen Bestandteil einer guten Erziehung, eine musikalische Ausbildung genossen zu haben. Meist beinhaltete dies Klavier- und Gesangsstunden. Neben Barockmusik und romantischen Charakterstücken gehörten hierzu auch als Übungsstücke konzipierte Sonatinen, z. B. von Clementi, Diabelli, und Kuhlau, sowie technisch einfachere Sonaten von Haydn (Hob. XVI, 1-15), Mozart (KV 279 bis 283, KV 545) und Beethoven (op. 10/1, 14, 49, 79). Dadurch entstand eine Nachfrage nach einfachen Sonaten oder Sonatinen, welche in Stilistik und technischen Anforderungen teilweise direkt auf den Markt der Hausmusik zugeschnitten waren. Manche dieser Werke integrierten dabei technische Aufgabenstellungen, welche den sonst eher „trockenen“ Etüden vorbehalten sind, und waren in der Setzweise teilweise darauf angelegt, auch dem technisch nicht so versierten Schüler Werke an die Hand zu geben, welche beim Vortrag trotzdem virtuose Wirkung entfalten konnten.

## Beginn der Formdiskussion im 18. Jahrhundert
Es ist eine weit verbreitete Ansicht, die Sonate bzw. Klaviersonate folge seit der 2. Hälfte des 18. Jahrhunderts einem bestimmten Schema in Bezug auf die Abfolge bzw. Form der Sätze, die Themenbildung und anderes. Dies lässt sich anhand der Gestalt der aus dem 18. Jahrhundert vorliegenden Werke nicht belegen. Sonaten können einen bis viele Sätze besitzen (in der Regel nicht mehr als vier), die in vielfältigen Formen und Satztechniken verfasst sein können. Die Anzahl der Themen – Monothematik, Themendualismus oder mehr als zwei Themen – und die Frage nach deren Verarbeitung versus einfacher Aneinanderreihung ist in der Realität ebenso wenig eindeutig zu beantworten wie die Realisierung bzw. Existenz der nachträglich formulierten, die Sonate konstituierenden Teile wie Exposition, Durchführung, Reprise, Coda et cetera. Auch die häufig kolportierte Theorie von einer geradzahligen, zwei- oder viertaktigen Periodisierung des Themas in Vorder- und Nachsatz entspricht häufig nicht der Realität. So wird z. B. in Haydns G-Dur-Sonate (Hob.XVI/1) das Modell des Viertakters durch die eingeschobenen Sechzehntel-Triolenfigur „gebrochen“. 

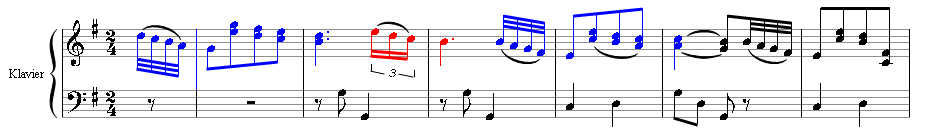
Periodenbildung in Haydns G-Dur-Sonate Hob. XVI/1

Es lässt sich eher eine personal- oder allenfalls regionalstilistische formale Verwandtheit zwischen Werken erkennen. So sind die auf der iberischen Halbinsel verfassten Werke oft einsätzige, von zeitgenössischen Instrumentaltänzen beeinflusste Stücke. Dagegen scheint Italien eher die Verwandtschaft zum Konzert als Formvorlage zu bevorzugen.
Die klassisch-romantische Sonate ist ein nachträglich von Theoretikern des 19. und 20. Jahrhunderts vornehmlich an den Sonaten Beethovens definiertes Gebilde, das eine Regelhaftigkeit postuliert, die so nicht existiert hat. Es versucht dabei formale Kriterien und ideellen Gehalt unterschiedlichster Musikepochen trotz der fundamental unterschiedlichen dahinter stehenden musikalischen Denkweisen zusammenzufassen.
Es bieten sich statt der historisch fragwürdigen Sonatenform-Definition verschiedene Vorgehensweisen zur Eingrenzung der Gattung an, von denen hier drei genannt werden:
Zum einen kann untersucht werden, wie einzelne Satztypen in der Musik verwendet wurden. So kam z. B. das Menuett als Schlusssatz bis ca. 1775 nicht nur in der Klaviersonate bei verschiedenen Komponisten noch gelegentlich vor, wurde dann immer ausschließlicher als Binnensatz verwendet, um schließlich gegen Ende des 18. Jahrhunderts fast ganz aus dem Satztableau der Klaviersonate zu verschwinden.
Außerdem ist ein Zugang über den musikalischen Gehalt möglich. Es sollte also stets ein Abgleich der Form- und Gehaltsaspekte mit der Terminologie erfolgen. Die Frage, was in einer bestimmten Epoche als Sonate bezeichnet wird, ist von entscheidender Bedeutung. Hier ist eine isolierte Betrachtung der Klaviersonate nicht zielführend.

### Theoretische Werke
Der Begriff „Sonate“ taucht in zahlreichen Lexika, Enzyklopädien und musiktheoretischen Werken seit Beginn des 18. Jahrhunderts auf. Die möglicherweise früheste ausführliche Gattungsdefinition findet sich in Sébastien de Brossards „Dictionnaire de Musique“ von 1703 (2. Auflage 1705). Auch Johann Mattheson geht in seinem „Kern melodischer Wissenschaft“ von 1713 ausführlich auf die Gattung ein; er übernimmt diese Passage später unverändert in den „Vollkommenen Capellmeister“. Johann Gottfried Walthers „Musicalisches Lexikon“, erschienen 1732, gibt ebenfalls eine Definition der Gattung Sonate.
Allen diesen theoretischen Behandlungen ist gemeinsam, dass sie im Wesentlichen die Satzabfolge und den Gebrauch der Sonate im Bereich der Instrumentalmusik definieren bzw. eingrenzen. Brossard unterscheidet bereits 1703 zwischen der „Sonata da Chiesa“ und der „Sonata da Camera“, also zwischen der in der Regel viersätzigen Sonate und der Suite, die aus einer freien Abfolge verschiedener Sätze besteht.
Eine spätere, ausführliche Definition findet sich in Heinrich Christoph Kochs dreiteiligem Versuch einer Anleitung zur Komposition von 1782 bis 1793 und seinem Musikalischen Lexikon von 1802. Koch betont hier die zentrale Bedeutung einer konsequenten musikalischen Gestaltung in folgenden Worten:

„Soll jeder Theil einer Sonate einen sich auszeichnenden Charakter, oder den Ausdruck einer bestimmten Empfindung enthalten, so kann er nicht aus solchen locker an einander gereiheten einzelnen melodischen Theilen bestehen, so wie es z. B. gemeiniglich in dem so genannten Divertimento geschieht, ein solches Ganzes ausmachen, welches bloß ein liebliches Gemisch der Töne für unser Ohr, oder ein solches unbestimmtes Tongemälde enthält, woraus sich unsere Einbildungskraft schaffen kann, was ihr unter den lokalen Verhältnissen am beliebtesten ist, sondern ein solcher Theil einer Sonate muß, wenn er einen bestimmten und durchgehaltenen Charakter behaupten soll, aus völlig in einander greifenden und zusammenhängen melodischen Theilen bestehen, die sich auf das fühlbareste aus einander entwickeln, damit die Einheit und der Charakter des Ganzen erhalten, und die Vorstellung, oder vielmehr die Empfindung, nicht auf Abwege geleitet werde.“

Satzanzahl bei Haydn, Mozart, Beethoven, und Schubert im Vergleich

Die viersätzige Form aus erstem Satz in Sonatenform, langsamem Satz im Schema a-b-a bzw. in Variationsform, Menuett oder Scherzo, sowie schnellem Finale (meist als Rondo) wurde für verbindlich erklärt. Auch die grundsätzlichen tonartlichen Verhältnisse zwischen den Sätzen wurden beschrieben. Der erste und vierte Satz hätten in der Haupttonart zu stehen. Der letzte Satz stehe bei einer Moll-Tonart des ersten Satzes nicht selten in der parallelen Dur-Tonart. Koch gliedert den ersten Satz, ebenso wie später Anton Reicha, noch in zwei Teile („Erster Satz, Mittelsatz und Repetition“).
Spätere Sonatendefinitionen gliedern die Sonatensatzform dann in drei Teile. Adolf Bernhard Marx betont 1847 die tonale Zweiteiligkeit der Exposition, die Forderung nach deren Themendualismus und die Bedeutung der thematischen Arbeit. Er verwendet als erster explizit den Begriff „Sonatenform“. und erwartet von der Sonate die Integration der einzelnen musikalischen Gedanken im Sinne einer Einheit des Ganzen in der Vielheit.

„Haupt- und Seitensatz sind zwei Gegensätze zueinander, die in einem umfassenden Ganzen zu einer höhern Einheit sich innig vereinen.“

Dennoch wurde der Begriff der Sonate, wie folgendes Zitat von Gottfried Wilhelm Fink zeigt, in der Wissenschaft weiterhin kontrovers diskutiert.

„Im Ausdruck Sonate (Klingstück) liegt wie in den allermeisten Benennungen der Kompositionsarten nichts Bestimmtes, was den Character oder die Form anzeigte: Beides ist in das Wort im Laufe der Zeit erst hineingetragen worden […] Sie hat also durchaus keine besondere, nur ihr allein angehörende Form.“

## Romantik und 19. Jahrhundert
Vor allem durch die späten Werke Beethovens ist die Sonate, ähnlich wie das Streichquartett, spätestens mit dem Beginn des 19. Jahrhunderts als Gattung von „besonderem Anspruch“ festgelegt. Dies gilt natürlich auch für die Klaviersonate.
Die größeren Dimensionen der Einzelwerke, sowie der gegenüber dem klassischen Verständnis gesteigerte Anspruch nach „Originalität“ brachten naturgemäß eine quantitative Verringerung der Produktion mit sich. In Wechselwirkung mit der Symphonie als wichtigster Gattung der Orchestermusik und dem Streichquartett als herausragender Kammermusik-Gattung setzte sich mehrheitlich eine viersätzige Satzfolge durch. Das Menuett als Binnensatz wurde seltener; an seine Stelle trat (schon bei Beethoven) oft ein Scherzo.
Dabei unterlag die Klaviersonate aufgrund gänzlich anders gearteter Ästhetik und Ausdruckwillens der Romantik einem starken formalen und konzeptionellen Wandel. In der Spätromantik wurden im Spätwerk von Franz Liszt und Alexander Skrjabin dann erste Grundlagen für Musik und Klaviersonate des 20. Jahrhunderts angedacht.

### Franz Schubert
Franz Schubert hatte zu Beginn seines Schaffens schwer am „Erbe“ Beethovens und der durch sein Werk festgelegten Sonatenform zu tragen. 

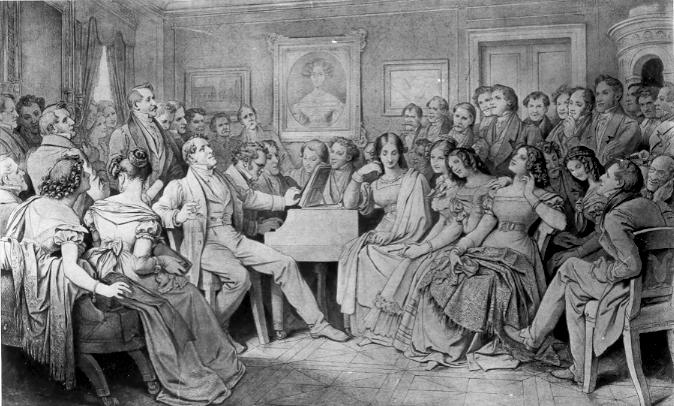
Franz Schubert am Klavier – Moritz von Schwind: Schubertiade, 1868 aus der Erinnerung gezeichnet

 Das Beethovensche, auf dem Themendualismus und seiner Verarbeitung beruhende Sonatenmodell entspricht Schubert innerlich nicht. Seine musikalischen Gedanken drücken sich eher in Reihungsformen wie der Lied- und Variationenform aus. Schuberts melodische Gebilde sind in sich so gerundet und abgeschlossen, dass sie sich weniger zur sonatengemäßen Zerlegung, Rekombination, und Verarbeitung eignen. Schuberts Leistung auf dem Gebiet der Sonate zeigt sich, wie Alfred Brendel meint, in der Direktheit seiner Emotionen, die man nicht an Beethovens architektonischer Meisterschaft messen dürfe, um Schubert somit abzuwerten. Anders als Beethoven komponiere Schubert wie ein Schlafwandler.
Die Sonaten zwischen 1815 und 1817 blieben teilweise unvollendet. So bricht die E-Dur-Sonate nach der Durchführung ab, was die Vermutung nahelegt, dass Schubert den Rest ab der Reprise nur als Routinearbeit zur Erfüllung der Form ansah oder das Sonatenschema ihn mehr beherrschte als umgekehrt. So schreibt K. M. Komma über den ersten Satz der in manchem an Beethoven erinnernden a-Moll-Sonate D 537, bei der die einzelnen Abschnitte nicht organisch ineinander übergehen, sondern teilweise durch Generalpausen voneinander abgegrenzt sind:

„Dieser Satz ist ein einziger Zweifel an der Sonate im überlieferten Sinn, ein Rütteln an der überkommenen Form, Aufbäumen und erschöpftes Niederbrechen. Die Kontraste sind nicht antithetisch, sie werden nicht dialektisch ausgetragen.“

In den Sonaten von 1817 bis 1819 gelingen Schubert erste Erfolge bei der Entwicklung eigener Formen, welche keine „verkümmerten Beethovenschen, sondern vollwertige Schubertsche“ sind. Durch das Singspiel Das Dreimäderlhaus und den gleichnamigen Film mit Karlheinz Böhm ist besonders die A-Dur-Sonate zur volkstümlichsten Sonate Schuberts avanciert. Bis 1825 folgt dann, abgesehen von der Wanderer-Fantasie – einem der bedeutendsten Klavierwerke Schuberts, welches Sonaten- und Fantasieform zu einer gelungenen Synthese bringt – eine Pause im Sonatenschaffen. 

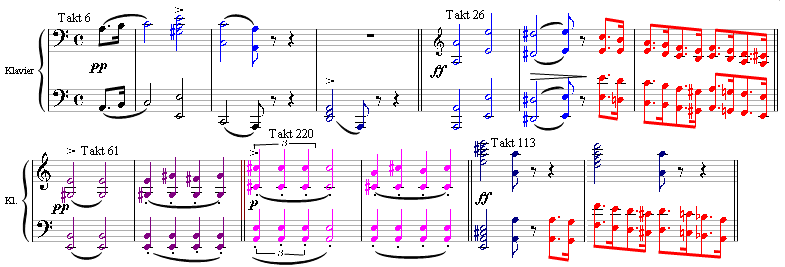
Drei rhythmische Formeln (Hauptthema: blau – Überleitung: rot – Seitenthema: violett) im ersten Satz der a-Moll-Sonate op. 143 (DV 784)

 In den danach entstandenen Werken streift Schubert alle beengenden Fesseln der Gattungstradition ab. Das Ansteuern und die Modulation in weit entfernte, teilweise mediantisch verwandte Tonarten lockern das harmonische Konzept der Sonate. So wird in der C-Dur-Sonate D 840 schon nach 12 Takten As-Dur erreicht und führt über B-Dur und As-Dur zum h-Moll des Seitensatzes. Die Reprise steht dann in H-Dur bzw. F-Dur. Schubert strukturiert teilweise ganze Sätze eher durch rhythmische Modelle als durch Thematik oder Harmonik. So beruht der erste Satz der a-Moll-Sonate DV 784 auf drei dem ersten und zweiten Thema sowie der Überleitung zugeordneten rhythmischen Formeln, welche auch miteinander kombiniert werden. Die Formeln des ersten und zweiten Themas werden dabei in zwei ähnlichen bzw. voneinander abgespaltenen Formen verwandt. Während D 840 anfänglich wegen der harmonischen und formalen Anlage als negativ und als Sackgasse gewertet wurde, wird sie heute als Schlüsselwerk für Schuberts Idee des Sonatenprinzips und seines musikalischen Denkens und als Vorläufer der großen Sonaten-Zyklen von 1825/26 gesehen.
Die Sonaten ab 1825 können als Höhepunkt seines Sonatenschaffens betrachtet werden. Schubert spannt hier harmonisch gewagte, weite Bögen. Sie sind als weiträumige musikalische „Erzählungen“ von lyrischem Grundcharakter konzipiert. So lobte Robert Schumann die „himmlischen Längen“ in diesen Werken Schuberts. Sie wirken mit ihren plötzlichen Ritardandi und Haltepunkten sehr improvisatorisch und romantisch.

### Sonate und Fantasie
Die Bezeichnung Fantasie für ein freier gestaltetes, eher improvisatorisch-rhapsodisches Musikstück für Tasteninstrumente war bereits im Barock beliebt. Beispiele hier für sind J.S. Bachs Chromatische Fantasie und Fuge oder Carl Philipp Emanuel Bachs und Mozarts c-Moll-Phantasien. Ab 1810 erfreute sich diese der Kunsttheorie der Romantik entgegenkommende Form und Bezeichnung, auch aus Gründen der erhofften besseren Publikumsakzeptanz, zunehmender Beliebtheit. 

Sonata quasi una Fantasia – Deckblatt von Beethovens op. 27

 Dabei beeinflussten sich die Gattungen Fantasie und Sonate unter zunehmendem Verlust der sie voneinander abgrenzenden Kriterien. Einfluss hatten dabei auch Beethovens, Elemente beider Gattungen verbindende Sonaten op. 27 mit dem Untertitel Sonata quasi una Fantasia. Gottfried Wilhelm Fink beschrieb diese Modeströmung 1826 in einer Rezension von Schuberts Sonate a-Moll, op. 42 folgendermaßen:

„Es führen jetzt viele Musikstücke den Namen Phantasie, an denen die Phantasie sehr wenigen oder gar keinen Antheil hat, und die man nur so tauft, weil der Name gut klingt […] Hier führt einmal, umgekehrt, ein Musikstück den Namen Sonate, an dem die Phantasie ganz offenbar den grössten und entscheidendsten Antheil hat …“

In Schuberts Wanderer-Fantasie werden dann beide Gattungen zukunftsweisend miteinander verschmolzen. Das Werk kann auch als auf Franz Liszt vorausweisender Versuch interpretiert werden, die Formteile des Sonatenhauptsatzes auf die Satzfolge des Gesamtwerkes zu transferieren. Demnach würden Allegro, Adagio, Scherzo und Finale die Funktionen von Exposition, Durchführung, Reprise und Coda übernehmen. Weitere wichtige Fantasien sind Felix Mendelssohn Bartholdys ursprünglich als Schottische Sonate (Sonate écossaise) bezeichnete Fantasie in fis-Moll op. 28, welche hinter allen eingestreuten Läufen und Akkordbrechungen dennoch einen Sonatengrundriss aufweist, sowie Robert Schumanns Fantasie C-Dur op. 17, welche die Sonatenform angesichts vieler harmonischer und formaler Freiheiten nur noch erahnen lässt. Auch in Werktiteln wird bald die Konsequenz aus den Emanzipationsbemühungen von Beethovens op. 27 in Richtung einer „freieren Form“ gezogen: Franz Liszts einsätzige Dante-Sonate nennt der Komponist eine Fantasia Quasi Sonata. Ebenfalls beginnt man, den tonartlichen Zusammenhang in mehrsätzigen Werken neu zu definieren, sodass die Bindung an eine einzelne Haupttonart nicht mehr zwingend erscheint. Mit seiner Sonata quasi fantasia op. 6 verwirklichte Felix Draeseke als einer der Ersten ein solches Konzept: Die drei Sätze stehen in cis-Moll, Des-Dur und E-Dur.

### Bewahrer der Klassik
Felix Mendelssohn Bartholdy und Johannes Brahms zeigen in ihrem Werk, obwohl natürlich in der Romantik stehend, sowohl formal als auch vom Ausdrucksgehalt gesehen durchaus klassische Züge. So führt Brahms beispielsweise die Beethovensche Expositionstradition fort.

#### Felix Mendelssohn Bartholdy
Felix Mendelssohn Bartholdy wurde für seine schwächeren, manchmal glatten und sentimentalen Werke hin und wieder als Epigone eingestuft, der die Tradition als Klassizist bewahren wolle. Dies wird auch an einer Aussage Schumanns deutlich, der anlässlich einer Rezension von Mendelssohns Sonaten 1827 bei aller Bewunderung für die Werke meinte, man müsse sich hier den Komponisten vorstellen als:

„… sich mit der rechten Hand an Beethoven schmiegend, zu ihm wie einem Heiligen aufschauend, und an der anderen Hand von Carl Maria von Weber geführt.“

Dass dieses Bild nicht gänzlich unbegründet ist, zeigen etliche Analogien – wie zwischen Mendelssohn B-Dur-Sonate und Beethovens Hammerklaviersonate – seines mitunter persönliche Züge vermissen lassenden bis zum zwanzigsten Lebensjahr vollendeten Sonatenschaffens. Die Sonaten Mendelssohns verbinden Virtuosität mit der Sphäre „häuslicher Idylle“ und einem manchmal gelehrt wirkenden kontrapunktischen Stil. Wesentlich überzeugender wirkt er dagegen in vielen seiner Liedern ohne Worte, der freieren fis-Moll-Fantasie von 1834 und den Variations sérieuses, die als Meisterwerk der Gattung eingestuft werden.

#### Johannes Brahms
Brahms wurde im Zuge der Kontroverse um die progressive Neudeutsche Schule um Franz Liszt von der Öffentlichkeit zu deren „Gegenpapst“ hochstilisiert und als „wahrer Erbe und Nachfolger“ von Beethoven bezeichnet. Trotz seiner lange übersehenen Fortschrittlichkeit hielt er prinzipiell an den überlieferten Formen und dem Sonatensatz fest. Die drei in seine frühe Schaffenszeit fallenden Klaviersonaten meiden Lisztsche und Chopinsche Virtuosität und beziehen ihre Inspiration eher aus dem Volkslied. So erinnert sich Albert Dietrich: 

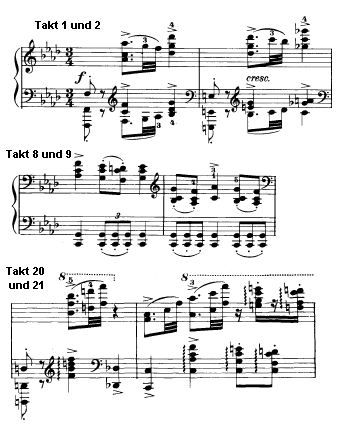
Variationstechniken im ersten Satz der Sonate in f-Moll. op. 5

„Da erzählte er mir im Laufe des Gesprächs, daß er beim Componieren sich gern an Volkslieder erinnere und daß die Melodien sich dann von selbst einstellten.“

Der herkömmliche Themendualismus tritt zugunsten eines kontinuierlichen Ableitungsprozesses, der das Seitenthema organisch aus dem Hauptthema hervorgehen lässt, zurück. Ein Beispiel hierfür ist der erste Satz der f-Moll-Sonate, in welchem das Hauptthema stufenweise in das Seitenthema überführt wird. So wird das Kernmotiv von Takt 1 und 2 aus punktiertem As, G und F in Zweiunddreißigsteln, und dem Viertel-G, in Takt 8 und 9 rhythmisch verändert in Vierteln und Achteln eingesetzt, und in Takt 20 und 21 in den Intervallen melodisch geweitet (As – C – F – As, C – F – E – D) eingesetzt. Das in Takt 39 eintretende Seitenthema wirkt dann nicht als Kontrast, sondern als logische durch Variation vorbereitete Folge. Diese ist als Kern seiner musikalischen Technik zu verstehen. Arnold Schönberg sah dieses Vorgehen von Brahms später als zukunftsweisendes Modell für formale Gestaltung auf rein thematischer Basis abseits tonaler, formgebender Elemente. Während dies einerseits als „ideale Synthese der Variationsform und des Sonatensatzes“ interpretiert wird, wird andererseits die „Verknüpfung der Satzteile als Variantenreihung, deren Abschnitte zwar noch äußerlich-formal dem Aufbauschema eines tradierten Sonatenhauptsatzes entsprechen, deren innere musikalische Logik und Funktion im Satzganzen sich jedoch durch die Variantentechnik entschieden gewandelt hat.“ hervorgehoben.
Gegenüber der ersten eher klassisch gehaltenen Sonate in C-Dur zeigen die zweite und dritte Sonate in ihrer romantischen Haltung durchaus eine gewisse Nähe zur Neudeutschen Schule.

### Typisch romantisch
Robert Schumann und Frédéric Chopin gelten bis heute als die typischen und exemplarischen Vertreter der Musik der Romantik. Dennoch weist ihr Werk wesentliche auf die Musik des 20. Jahrhunderts verweisende Ansätze auf. Ihr Klavierschaffen verwirklicht sich – auch epochenbedingt – mehr in kürzeren und kleingliedrigen, weniger theoretisch festgelegten Formen und Titeln wie Fantasie, Impromptu, Mazurka, Nocturne, Variation, Intermezzo, Romanze, oder außermusikalisch inspirierten Titeln wie Nacht-/Waldstück, Phantasiestück, Kinderszenen, Gesang, Arabeske, Carnaval, als in Form der Sonate.

#### Robert Schumann
Robert Schumanns drei Klaviersonaten ermangelt es, ebenso wie manchen Schubert-Sonaten, aufgrund ihres Zusammenbaus mittels meist liedhafter Elemente eines wirklich organischen Zusammenhangs. 

Robert und Clara Schumann am Klavier

 Die Werke sind eher von poetischen Vorwürfen und Konzepten (Florestan und Eusebius) und gedanklichen Beziehungen zu seiner Frau Clara, als durch auf thematische Konsequenz zielende Arbeit gekennzeichnet. Die anzutreffende damals bemängelte „allzu bunte Mischung der Tonarten“ wird heutzutage eher als historisch folgerichtiger harmonischer Fortschritt gewertet.

„In manchen Harmonieführungen sind Dissonanzen gebraucht, deren folgende Auflösung nur einem erfahrenen Ohre die Härte ihres Eindruckes mildern.“

Die Formteile von Exposition, Durchführung und Reprise sind in seinen Sonaten schwer voneinander abzugrenzen. Auch Schumann selber überkamen relativ schnell Zweifel an der überlieferten Funktion, historischen Berechtigung, und gesellschaftlichen Stellung der Sonate. Dies zeigen seine Äußerungen als Musikkritiker, in denen die zunehmende Fragwürdigkeit der Gattung Sonate exemplarisch deutlich wird:

„… es gibt keine würdigere Form, durch die sie sich bei der höheren Kritik einführen und gefällig machen könnten, die meisten Sonaten sind daher auch nur als eine Art Spezimina, als Formstudien zu betrachten; aus innerem und starkem Drang werden sie schwerlich geboren. […] Einzelne schöne Erscheinungen dieser Gattung werden sicherlich hier und da zum Vorschein kommen und sind es schon; im übrigen aber scheint es, hat die Form ihren Lebenskreis durchlaufen …“

#### Frédéric Chopin
Frédéric Chopin wurde häufig vorgeworfen, die großen Formen wie Klavierkonzert und Sonate nicht zu beherrschen, weil sie seinen Intentionen zuwiderliefen. Dies zeigt ein zeitgenössisches Zitat von Franz Liszt:

„Er musste seinem Genie Gewalt anthun, so oft er versuchte, es Regeln und Anordnungen zu unterwerfen, die nicht die seinigen waren und mit den Anforderungen seines Geistes nicht übereinstimmten. […] Er konnte der engen, starren Form das Schwebende, Unbestimmte der Umrisse nicht anpassen, was den Reiz seiner Weise ausmachte.“

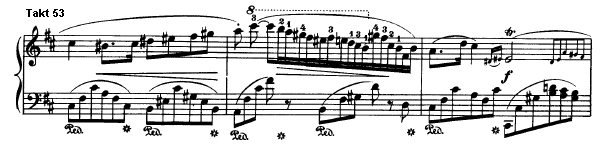
Typisch Chopinsche Ornamentik in Takt 53 bis 55 des ersten Satzes der Klaviersonate Nr. 3 in h-Moll

Besonders seine Expositionen (speziell in der h-Moll Sonate) erschienen vielen zeitgenössischen Kritikern als verworren und thematisch „überladen“. Die Musikwissenschaft hat inzwischen gezeigt, dass dieses vereinfachende Urteil nicht gerechtfertigt ist.
Chopin schrieb drei Klaviersonaten, die neben der h-Moll-Sonate von Franz Liszt auch als „die pianistisch und formal vollendetsten nach Beethoven angesehen werden können“. Die frühe c-Moll-Sonate gilt als formal gut gelöstes, aber etwas „akademisches“ Werk der Studienzeit, das im Schatten der zwei folgenden reifen Sonaten steht.
Am populärsten wurde – nicht zuletzt wegen des auf Beerdigungen auch von Blaskapellen immer wieder gern intonierten Trauermarsches (Marche funebre) – seine zweite Sonate in b-Moll. Chopin beschreitet in diesen Werken den Weg in Richtung auf eine zyklische Einheit unter Verwendung des Prinzips der entwickelnden Variation. Sie bleiben trotz einer modernen, chromatisch erweiterten Harmonik, sowie der für seinen Stil typischen Ornamentik und verschlungenen polyphonen Stimmführung dennoch klar gegliedert. Die manchmal vom Ausdrucksgehalt sehr entgegengesetzten Seitenthemen werden stufenweise aus dem Hauptthema entwickelt.

„Innerhalb eines Abschnittes erscheinen Chopins Themen manchmal fast statisch. […] Da ohne jedes Zwischenspiel und Unterbrechung ein Thema aus dem anderen entspringt, ist in Chopins Musik stärker als anderswo die formbildende Kraft, die aus der schrittweisen Transformation des thematischen Gedankens entsteht, festzustellen.“

Chopin verstößt dabei häufig gegen tonale oder formale Regeln des Sonatensatzes. Diese „Regelverstöße“ gegen die „konventionelle Sonatenform“ können allerdings auch auf eine „bewusst veränderte Konzeption des Sonatensatzes“ im Sinne der von Liszt und anderen später verfolgten Linien hinweisen.
Bei einigen Zeitgenossen stieß die ungewöhnliche zweite Sonate auf Befremden. So schrieb Robert Schumann, der Chopin der Fachwelt als Genie vorgestellt hatte: „Daß er es Sonate nannte, möchte man eher eine Caprice heißen, wenn nicht einen Übermut, daß er gerade seine tollsten Kinder zusammenkoppelte.“. Den Trauermarsch wollte er durch ein „Adagio, etwa in Des“ ersetzt wissen; das rasende Unisono-Finale, bei dem Anton Rubinstein den „Nachtwind über die Gräber fegen“ hörte, lehnte er gänzlich ab.
Im Gegensatz zur düsteren zweiten Sonate macht die dritte einen helleren Eindruck. Die schöne, klassisch durchgeführte Kantilene des zweiten Themas im Allegro maestoso, die luftigen Achtel-Figuren des Scherzos und das an ein Nocturne erinnernde Largo tragen dazu bei. Mit einem rauschhaften, in Rondoform stehenden Finale, das „Wagners Walkürenritt rhapsodisch vorwegnimmt“ und dessen brillante Coda dem Virtuosen vorbehalten ist, endet das Werk.

#### Außerhalb des deutschen Raumes
Der Schwerpunkt der Sonatenentwicklung lag im Zeitalter der Klassik und Romantik hauptsächlich in den durch deutsche Kultur und Sprache geprägten Ländern
Mitteleuropas (Deutsche Länder bzw. Deutsches Reich, Österreich-Ungarn, und peripher Dänemark sowie Teilen des heutigen Polens und Tschechiens). In Ländern mit einer auch musikalisch hohen kulturellen Eigenständigkeit, wie Spanien, Italien und Frankreich spielte die Klaviersonate im Musikschaffen eine eher nebensächliche Rolle. Zu erwähnen sind in Letzterem lediglich isoliert stehende Beispiele, wie die programmatische Sonate op. 33 Die vier Lebensalter von Charles Valentin Alkan oder die es-Moll-Sonate von Paul Dukas, die – ebenso wie Maurice Ravels „klassische Gesetzmäßigkeiten“ befolgende Sonatine in fis-Moll – bereits in das 20. Jahrhundert überleitet. Der Musik des Impressionismus stand die Form der Sonate verständlicherweise fern. Im umfangreichen Klavierwerk von Claude Debussy taucht die Gattung der Sonate nicht auf. In den skandinavischen Ländern und Russland, welche die deutsche Musiktraditionen williger rezipierten, blühte sie dagegen auf.

##### Skandinavien
Im skandinavischen Raum sind Johann Peter Emilius Hartmann, Niels Wilhelm Gade, und Edvard Grieg hervorzuheben. Hartmanns damals hochgelobte Werke erfüllen beinahe „schulmäßig“ die Anforderungen der Sonatenform. In seiner zweiten Sonate sind auf nordeuropäische Volksmusik verweisende Bordun- und Orgelklänge zu hören. Die strenge Sonatenkonzeption wird im Werk von Gade zugunsten einer sich eher in liedhaften Formen ausdrückenden „poetischen Grundstimmung“ gebrochen. Gades spezifisch „nordischer Ton“ wurde dabei schon von Schumann hervorgehoben:

„… unseren jungen Tonkünstler erzogen die Dichter seines Vaterlandes, er kennt und liebt sie alle; die alten Märchen und Sagen begleiteten ihn auf seinen Knabenwanderungen, und von Englands Küste ragte Ossians Riesenharfe herüber.“

Die einzige Sonate des norwegischen Komponisten Edvard Grieg widerspricht dagegen – trotz einer fortschrittlichen, auf den Impressionismus verweisenden Harmonik – mit ihrer Aneinanderreihung von miniaturhaften, teilweise „typisch nordisch“ wirkenden in sich geschlossenen Gedanken sehr der „Entwicklungskonzeption“ der Sonate. (Hörbeispiel aus dem zweiten Satzⓘ)

##### Russland
Die russische Musik des 19. Jahrhunderts wurde geprägt durch den Kampf zwischen „prowestlichen“, deutsche Musiktradition übernehmenden Musikern wie etwa Pjotr Iljitsch Tschaikowski, und Autodidakten, die eine auf autochthonen Einflüssen basierende „nationale Musik“ zu etablieren versuchten, wie es etwa der Gruppe der Fünf vorschwebte. Die Klaviersonate als formbewusste Gattung hatte demnach eher bei den „Traditionalisten“ eine Chance. Beliebt waren damals die virtuosen, allerdings musikalisch wenig innovativen Sonaten von Anton Grigorjewitsch Rubinstein. Weitere zu erwähnende Werke sind Tschaikowskis mit aufwühlender Rhythmik und romantischem Gestus konzipierte G-Dur-Sonate, Alexander Konstantinowitsch Glasunows zwei Sonaten, sowie Sergei Michailowitsch Ljapunows sich an Liszt orientierende einsätzige Sonate in f-Moll op. 27. Der einzige formal und harmonisch Neuland betretende Komponist sollte also Alexander Skrjabin bleiben.

### Vordenker der Moderne
Obwohl Franz Liszt und der frühe Alexander Skrjabin der Spätromantik zuzuordnen sind, können sie wegen der harmonischen und formalen Freiheiten und Neuerungen in ihrem Spätwerk auch als Vorbereiter der Musik des 20. Jahrhunderts und einer modernisierten Form der Sonate gesehen werden.

#### Franz Liszt
Im Werk von Franz Liszt zeigen sich schon wesentliche, für die spätere „Auflösung“ der Klaviersonate im 20. Jahrhundert relevante Faktoren. Hierbei ist die formsprengende Tendenz zur Programmmusik zu nennen. So nimmt Liszt für sich in Anspruch, „die Formen durch den Inhalt bestimmen zu dürfen“, und schreibt:

„Die Instrumentalmusik wird mit oder ohne Zustimmung derer, die sich in Sachen der Kunst für die höchsten Richter halten, auf dem Weg des Programms sicherer und siegreicher vorwärts schreiten.“

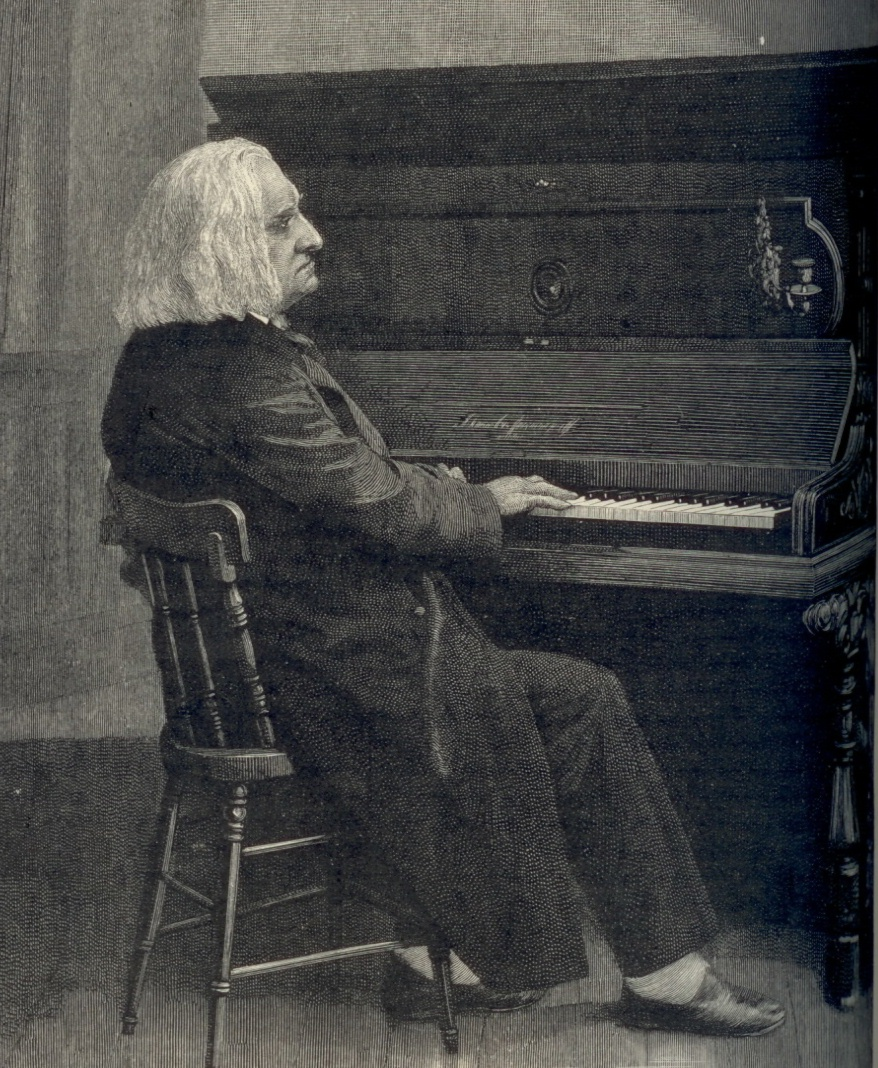
Franz Liszt am Klavier. Basierend auf einer Photographie. Century Magazine 1886

Diese Schwerpunktverschiebung wird am Titel seiner Dante-Sonate deutlich, der er in Anlehnung an Beethovens op. 27 den Zusatz Fantasia quasi Sonata gibt. Ausgehend vom Beethovenschen Prinzip der „kontrastierenden Ableitung“ werden monothematische, dem dialektischen Sonatenprinzip widersprechende Kompositionsprinzipien bestimmend. Die Virtuosität wird dabei zu einem Mittel der Variation und formalen Integration experimentellen Materials. Die Progressivität von Liszt als frühem Wegbereiter der Atonalität ist erst spät erkannt worden. Fast zwanzig Jahre vor dem die musikalische Welt verändernden Tristan Wagners deuteten sich vor allem in den Klavierwerken Liszts revolutionäre harmonische Veränderungen an. Andere Komponisten gingen diesen Weg bis zur Sprengung der Sonatenform weiter.
Die h-Moll-Sonate (Hörbeispielⓘ) ist dafür ein gutes Beispiel, denn ihre Neuerungen haben Komponisten wie César Franck und Alexander Skrjabin sehr beeinflusst.
Mit seiner großen Sonate von 1853 versuchte Liszt, den ineinander übergehenden Sätzen die Großform eines Sonatenhauptsatzes mit breit ausgestalteter Coda zu verleihen. Die Wissenschaft hat dieser Sonate eine Fülle unterschiedlicher Formanalysen gewidmet.
Schon der Zeitgenosse Louis Köhler bescheinigte ihr „trotz der Abweichung von der bekannten Sonatenform“ einen „derartig geordneten Bau, daß ihr unterster Grundriß in den Hauptlinien doch Parallelen mit denen einer Sonate“ zeige. Die Verbindung von Ein- und Mehrsätzigkeit wird ebenso wie das Streben nach werkübergreifender zyklischer Einheit hervorgehoben. Häufig wird versucht, das Werk mit der Definition einer „Synthese von Sonatensatz und Sonatenzyklus“ zu beschreiben.

### Liste bedeutender Komponisten von Klaviersonaten im 19. Jahrhundert
- Ludwig van Beethoven (1770–1827; 32 Sonaten)
- Johannes Brahms (1833–1897; 3 Sonaten)
- Norbert Burgmüller (1810–1836; 1 Sonate)
- Frédéric Chopin (1810–1849; 3 Sonaten)
- Muzio Clementi (1752–1832; 72 Sonaten)
- Felix Draeseke (1835–1913; 1 Sonate)
- Friedrich Kalkbrenner (1785–1849; 15 Sonaten)
- Henri Herz (1802–1888; 1 Sonate)
- Johann Nepomuk Hummel (1778–1837; 4 Sonaten und 1 Sonatine)
- Franz Liszt (1811–1886; 1 Sonate)
- Sergei Michailowitsch Ljapunow (1859–1924, 1 Sonate und 1 Sonatine)
- Julius Reubke (1834–1858; 1 Sonate)
- Franz Schubert (1797–1828; 11 vollendete Sonaten)
- Robert Schumann (1810–1856; 3 Sonaten, Fantasie C-Dur op. 17 kann auch zu den Sonaten gerechnet werden)
- Sigismund Thalberg (1812–1871; 1 Sonate)
- Pjotr Iljitsch Tschaikowski (1840–1893; 2 Sonaten)
- Carl Maria von Weber (1786–1826; 4 Sonaten)

## 20. Jahrhundert
Die Klaviersonaten sind ebenso wie die Musik des 20. Jahrhunderts generell von drei Tendenzen geprägt:
- Der Aufgabe der Tonalität zugunsten von freier Tonalität, Atonalität, sowie Zwölfton- und Reihentechnik.

- Der Bewahrung von einer wie auch immer gestalteten Tonalität in Bitonalität, eigenen Tonalitätskonzepten, oder dem neoklassizistischen Rückgriff auf überlieferte Gestaltungsmittel.

- Die Aufgabe oder bewusste Weiterführung bzw. Reaktivierung überlieferter gliedernder Prinzipien und Formen.

### Alexander Skrjabin
In den (abgesehen von zwei Jugendwerken) zehn Klaviersonaten Skrjabins lässt sich die bei Liszt zu findende formale und harmonische Entwicklung von der Spätromantik bis zur Atonalität und die damit einhergehende Auflösung der Sonatenform besonders gut beobachten. Dieser Weg begann bei Werken, die noch sehr an Chopin und gelegentlich an Liszt erinnern und den Einfluss Richard Wagners spüren lassen. Er setzte sich fort über eine extreme Alterationsharmonik bis zu frei- und atonalen Werken und zeigt auch einen formalen Auflösungsprozess. 

Quartsprung aufwärts im 1. und 4. Satz von Skrjabins dritter Klaviersonate op. 23

Schon in der ersten Sonate ist eine „alle Sätze miteinander verklammernde Substanzgemeinschaft durch ein charakteristisches Dreitonmotiv“ sowie eine „nachtristansche Alterationsharmonik“ vorhanden. In den ersten drei Sonaten herrscht trotz des improvisatorischen Charakters der Musik durch viele Ritardandi, Fermaten, Generalpausen, und tonal schwer zu bestimmende Klangimpressionen dennoch musikalische Logik aufgrund von Thementransformationen und deren Entwicklung/Verbindung, sowie eine rudimentäre funktionsharmonische Bindung. In der dritten Sonate haben trotz Viersätzigkeit in der formalen Großgliederung die einzelnen Abschnitte nicht mehr die dem Sonatenprinzip folgenden themendualistischen oder harmonischen Funktionen, sondern sind eher als Entwicklung der Themen aus einer „Urzelle“ zu verstehen, welche dabei auch kontrapunktisch, simultan auftreten können. Der zyklische Zusammenschluss der Sätze aufgrund spezieller Intervalle, wie des aufwärts gerichteten Quartsprungs in der 3. und 4. Sonate, beziehungsweise ganzer Quartenakkorde (promethischer/mystischer Akkord), wird zunehmend wichtiger als herkömmliche Themenbildung.
Die Sonatenform wird zusehends zur leeren Hülse, und ab der 5. Sonate ist dann die Einsätzigkeit erreicht. Fünf Themen bilden hier die Grundlage einer die Sonatenform erweiternden Entwicklung. Zum letzten Mal setzt Skrjabin hier – allerdings häufig wechselnde – Vorzeichen. Die Metrik, welche z. B. in den ersten 48 Takten von op. 53 zwischen 2/4, 5/8, und 6/8 wechselt und zusätzlich polymetrisch ist, kann auch nicht mehr formbildend wirken.
Die Sonaten 6 bis 10 bewirken dann allein durch die Konzentration auf gewisse „Klangzentren“ und rhythmische Formen Gestaltbildung, und vollziehen damit – in Vorbereitung der Reihentechnik – das endgültige Ende bzw. den Wandel der Sonatenform.

### Atonalität

Zwölftonreihen im Andante von Hanns Eislers dritter Klaviersonate

In der Atonalität bzw. Zwölftonmusik verliert die Sonate endgültig ihre formbildende Kraft, welche untrennbar mit der Tonalität und der funktionsharmonischen Bedeutung der Akkorde (speziell Tonika und Dominante) verbunden war. Dies brachte Theodor W. Adorno folgendermaßen zum Ausdruck:

„Der Sinn der klassischen Sonatereprise ist unabtrennbar vom Modulationsschema der Exposition und von den harmonischen Ausweichungen der Durchführung. […] Die zentrale Schwierigkeit einer zwölftönigen Sonatensatzform liegt im Widerspruch zwischen den Prinzipien der Zwölftontechnik und dem für die Sonatenidee konstitutiven Begriff des Dynamischen. […] Wie sie (Anm.: die Zwölftontechnik) die Begriffe von Melos und Thema entwertet, so schließt sie die eigentlich dynamischen Formkategorien, Entwicklung, Überleitung, Durchführung aus.“

Dennoch haben Arnold Schönberg und seine „Schüler“ sich intensiv mit dem Sonatenproblem auseinandergesetzt und Werke in dieser Gattung geschaffen. Atonal sind z. B. Ferruccio Busonis Sonatina Seconda, Ernst Kreneks dritte Klaviersonate, welche trotz Zwölftontechnik traditionelle Satzbautechniken anwendet, oder Hanns Eislers Klaviersonate op. 1. 
 In Eislers 3. Klaviersonate (siehe Abbildung) läuft in der Oberstimme der rechten Hand die Zwölftonreihe, zu der nach einem Takt die Umkehrung des Krebses (ohne die Töne 8 und 9) in der Unterstimme, und später die Originalgestalt in der linken Hand treten. Durch die Thematik als essentielles formbildendes Element scheint das Paradoxon einer Sonatenform ohne tonale Struktur möglich.
Der Amerikaner Charles Ives geht weniger akademisch an das Sonatenproblem und verbindet in der Three-Page-Sonata und seinen Klaviersonaten 1 und 2 synkretistisch klassische Formen, Standardkadenzen, Beethovenzitate aus der 5. Sinfonie und der Hammerklaviersonate, Ragtime, Choräle, Poly- und Atonalität, und Cluster. Man kann dies gleichermaßen als Hommage an und Persiflierung von „geheiligten Traditionen der europäischen Musiktradition“ auffassen. Ives selber schreibt zum Titel seiner zweiten Sonate:

“a group of four pieces, called a sonata for want of a more exact name, as the form, perhaps substance, does not justify it.”

### Erweiterte Tonalität
Die Mehrsätzigkeit und eine gewisse formale Anlehnung an Werke des 19. Jahrhunderts findet sich vornehmlich bei noch tonal arbeitenden Komponisten mit einer – gemessen an der jeweiligen Zeit – eher konservativen Musikästhetik bzw. Tonsprache, wie Strawinsky, Hindemith, Prokofjew oder Béla Bartók. Dem antiromantischen Zeitempfinden der 20er Jahre folgend vermied man jedoch meist den „heroisch-monumentalen“ Begriff der Sonate und verlegte sich auf sachlichere und verkleinernde Bezeichnungen wie Sonatine, Kleine Sonate oder einfach Klavierstück.
Eine wesentliche Rolle spielt dabei der – allerdings mit modernen Mitteln verfremdete – Zugriff auf überkommene Formen im Zuge des Neoklassizismus bzw. Neobarock. Beispiele hierfür sind Prokofjews Sonaten 3 und 5, die mit hartem und klarem Stil den Romantizismus vermeiden und sich an das klassische Vorbild anlehnen. Paul Hindemith berücksichtigt in seinen drei Sonaten ebenso seine eigene in der „Unterweisung zum Tonsatz“ geschaffene Tonalitätsauffassung, wie formale Kriterien der Sonate, und Béla Bartók versucht in seiner 1926 entstandenen Sonate die Anforderungen der Sonatenform über den Aufbau rhythmischer Elemente zu erfüllen. Von Sergei Rachmaninov stammen zwei monumentale, post-romantische Klaviersonaten (1907 und 1913). Komponisten wie Max Reger und seine Nachfolger, etwa Joseph Haas, Julius Weismann und Hermann Schroeder, erweisen sich in ihren Sonaten und Sonatinen als „Bewahrer“ von klassischer bzw. romantischer Form und musikalischem Gehalt.

### Nach 1945
Mit der in den ersten zwei Jahrzehnten nach dem Zweiten Weltkrieg dominierenden seriellen Kompositionstechnik sank die Klaviersonate zu einer nahezu bedeutungsleeren Form herab. Es ist zweifelhaft, Werke wie Pierre Boulez’ drei atonale Sonaten angesichts seiner Äußerungen, dass „diese vorklassischen und klassischen Formen der größte Widersinn der zeitgenößischen Geschichte sind“, noch als Sonaten zu bezeichnen. Dasselbe gilt für das 16 Sonaten enthaltende Sonatas and Interludes für Präpariertes Klavier von John Cage. Hans Werner Henze konstruiert in seiner dreisätzigen Sonata per Pianoforte von 1959 satzübergreifende Zusammenhänge über die Verwandlung des motivischen Grundmaterials. So schreibt Henze:

„Vielleicht ist es wahr, daß Gebilde wie die Sonate keine konstruktive Bedeutung mehr haben. Mit der Aufgabe der Funktionsharmonik ist sie jedenfalls in Frage gestellt. Trotz dem Erlöschen einiger ihrer typischen Lebenselemente aber sind typische Gestaltungsfaktoren stehengeblieben, existieren Spannungen weiter, und neue Polaritäten sind erfunden worden und lassen sich weiter erfinden  …“

In diesem Sinne ist die Klaviersonate (1987) von Friedrich Goldmann von Bedeutung, die explizit die Reibung zwischen dem tradierten Formmodell und ihm radikal zuwiderlaufendes Tonmaterial zur eigenständigen Erfahrungsebene macht. In der zeitgenössischen Musik sind Klaviersonaten weiterhin selten vertreten, dennoch schreiben einige Komponisten sogar ganze Zyklen von Klavierwerken, doch zumeist werden programmatische Titel verwendet (z. B. Moritz Eggert: Hämmerklavier) oder Komponisten entscheiden sich für die freiere Bezeichnung Klavierstück. Wichtige Vertreter dieses Genres sind Karlheinz Stockhausen und Wolfgang Rihm, nicht selten greifen diese wiederum auf klassische Sonatenvorbilder zurück und deuten diese Formen neu. Eine Verbindung von klassischer Form und Stilmerkmalen des Jazz schuf Eduard Pütz in seiner Jazz Sonata for Piano (1998).

### Liste bedeutender Komponisten von Klaviersonaten im 20. Jahrhundert
- Samuel Barber (1910–1981; 1 Sonate)
- Béla Bartók (1881–1945; 1 Sonate)
- Arnold Bax (1883–1953; 4 Sonaten)
- Alban Berg (1885–1935; 1 Sonate)
- Boris Blacher (1903–1975; 1 Sonate)
- Emil Bohnke (1888–1928; 1 Sonate)
- Pierre Boulez (1925–2016; 3 Sonaten)
- Frank Bridge (1879–1941; 1 Sonate)
- John Cage (1912–1992; Sonatas and Interludes)
- Aram Chatschaturian (1903–1978; 1 Sonate und 1 Sonatine)
- Aaron Copland (1900–1990; 1 Sonate)
- Hanns Eisler (1898–1962; 3 Sonaten)
- George Enescu (1881–1955; 2 Sonaten)
- Gerhard Frommel (1906–1984; 7 Sonaten)
- Alberto Ginastera (1916–1983; 3 Sonaten)
- Friedrich Goldmann (1941–2009; 1 Sonate)
- Joseph Haas (1879–1960; 3 Sonaten)
- Hans Werner Henze (1926–2012; 1 Sonate)
- Paul Hindemith (1895–1963; 3 Sonaten)
- Charles Ives (1874–1954; 2 Sonaten)
- Bohuslav Martinů (1890–1959; 1 Sonate)
- André Jolivet (1905–1974; 1 Sonate)
- Dmitri Kabalewski (1904–1987; 3 Sonaten)
- Sigfrid Karg-Elert (1877–1933; 3 Sonaten)
- Günter Kochan (1930–2009; 1 Sonate)
- Ernst Krenek (1900–1991; 7 Sonaten)
- Nikolai Medtner (1880–1951; 14 Sonaten)
- Darius Milhaud (1892–1974; 2 Sonaten)
- Leo Ornstein (1892–2002; 5 Sonaten)
- Ernst Pepping (1901–1981; 4 Sonaten)
- Sergei Prokofjew (1891–1953; 9 Sonaten)
- Sergei Rachmaninow (1873–1943; 2 Sonaten)
- Dmitri Schostakowitsch (1906–1975; 2 Sonaten)
- Hermann Schroeder (1904–1984; 3 Sonaten, 3 Sonatinen)
- Alexander Skrjabin (1872–1915; 10 Sonaten)
- Kaikhosru Shapurji Sorabji (1892–1988; 6 Sonaten)
- Igor Strawinski (1882–1971; 2 Sonaten)
- Karol Szymanowski (1882–1937; 3 Sonaten)
- Michael Tippett (1905–1998; 4 Sonaten)
- Viktor Ullmann (1898–1944; 7 Sonaten)
- Fartein Valen (1887–1952; 2 Sonaten)

### Allgemein
- Die Entwicklung der Sonate bis 1800

### Zu einzelnen Komponisten oder Werken
- Erik Reischl: Zu Beethovens Klaviersonaten
- Schuberts Sonate D 840: Analyse und Interpretation (fragmentarisch)
- Udo-Rainer Follert: Felix Draeseke, Piano Sonata in c#, Op. 6 (Sonata quasi Fantasia)
- Herbert Henck: Charles Edward Ives (1874–1954) – Piano Sonata No. 2: Concord, Mass., 1840–1860
- Thomas Phleps: „Aus der Heimat hinter den Blitzen rot …“ – Hanns Eislers Dritte Sonate für Klavier (Memento vom 30. Juni 2007 im Internet Archive)